# Championnat du monde de roller in line hockey FIRS 2004
Navigation
Championnat 2003 Championnat 2005
L'édition 2004 du championnat du monde de roller in line hockey fut la 10e édition organisée par la Fédération internationale de roller sport et s'est déroulée à London (Canada) au Thompson Arena.

## Équipes engagées
| - Australie - Canada - Colombie | - République tchèque - France - Royaume-Uni | - États-Unis - Italie - Japon | - Corée du Sud - Mexique - Singapour | - Espagne - Suède - Suisse |

## Meilleurs marqueurs
|    | Player           | G  | A  | Pts | Team               |
| -- | ---------------- | -- | -- | --- | ------------------ |
| 1  | Jason Gerardo    | 11 | 11 | 22  | Italie             |
| 2  | Stephan Marcoux  | 12 | 6  | 18  | Colombie           |
| 3  | Milan Blaha      | 14 | 3  | 17  | République tchèque |
| 4  | Gerry St. Cyr    | 11 | 6  | 17  | Canada             |
| 5  | Tomes Tonnerfors | 11 | 5  | 16  | Suède              |
| 6  | Daniel Turznik   | 7  | 9  | 16  | République tchèque |
| 7  | Mark Woolf       | 5  | 11 | 16  | Canada             |
| 8  | Daniel Brolin    | 6  | 9  | 15  | Suède              |
| 9  | Pavel Wurtherie  | 4  | 11 | 15  | République tchèque |
| 10 | David Deskins    | 10 | 4  | 14  | États-Unis         |

## Bilan
| 1 | États-Unis | Médaille d'or      |
| 2 | Canada     | Médaille d'argent  |
| 3 | Italie     | Médaille de bronze |